# Шифр Дорабелла

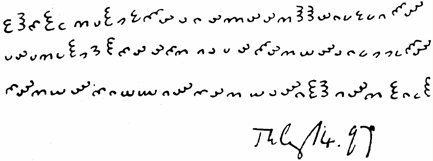
Лист Едгара Елдара (шифр Дорабела)

Шифр Дорабелла — секретний шифр, автором якого є Едуард Елгар, англійський композитор. 14 липня 1897 року він послав записку Дорабеллі — так він називав свою подругу Дору Пенні. «Міс Пенні», — свідчив напис на одній стороні картки, на другій же був трьохрядковий шифр з 87 символів. Дівчина так і не змогла розшифрувати послання, і воно пролежало близько 40 років в ящику її столу, перш ніж його передрукували в книзі спогадів Пенні про Елгара у видавництві «Метуен» англ. Methuen Publishing. Оригінал листа був загублений.
Кожен символ шифру — варіація одного, двох або трьох півкіл, розташованих у восьми різних орієнтаціях. З такої комбінації можна скласти 24 різних символів, більшість з яких нагадують літеру E, які могли бути пов'язані з ініціалами Едуарда Елгара (англ. Е. Е.).

## Передісторія
Дора Пенні (1874—1964) була дочкою преподобного Альфреда Пенні (1845—1935) в Вулвергемптоні. Мати Дори померла в лютому 1874 року, через 6 днів після народження Дори. Батькові сім'ї довелося багато років працювати місіонером в Меланезії. У 1885 році Альфред Пенні знову одружився. Мачуха Дори була подругою Кароліни Аліси Елгар (англ. Caroline Alice Elgar), дружини Едуарда Елгара. Так сім'я Пенні познайомилася з родиною Елгар. У 1897 році сім'я Пенні запросила Едуарда і Алісу Елгар до себе в маєток в Вулвергемптоні на кілька днів.
Едуард був у той час учителем музики. Дора і Едуард подружилися і проводили багато часу разом. Пускали повітряних зміїв, каталися на велосипедах і грали у футбол, хоча різниця в їхньому віці була близько сімнадцяти років. Згодом Едуард присвятив Дорі десяту тему (Intermezzo: Allegretto («Dorabella»)) свого музичного твору Енігма-варіації.
Після повернення додому Едуард Елгар написав зашифрований лист і підписав «Міс Пенні».

З цього приводу Кевін Джонс висунув одну ідею:

Батько Дори нещодавно повернувся з Меланезії, де він багато років працював місіонером. Зачарований місцевою мовою і культурою, він придбав кілька традиційних талісманів, прикрашених загадковими символами. Можливо, ці предмети згадувалися в розмовах під час перебування Елгара у Вулвергемптоні? І якщо Дора згадувала це у своїх мемуарах, то це могло б пояснити той факт, що зашифроване повідомлення було названо «посвятою» в бесіді з директором СОАС багато років потому.
Оригінальний текст (англ.)
Dora's father had just returned from Melanesia where he had been a missionary for many years. Fascinated by local language and culture, he possessed a few traditional talismans decorated with arcane glyphs. Perhaps such an item surfaced as a conversation piece during the Elgar's week in Wolverhampton? And if Dora recalled this when writing her memoirs, it might account for the fact the coded message was referred to as an 'inscription' when communicating with the director of SOAS many years later.

## Спроби розшифровки
Розшифровуючи лист композитора, деякі намагалися обійтися найпростішим методом заміни символів на літери, так як всі знаки письма нагадують англійську букву Е. В кінці XIX століття не було комп'ютерів, які могли створити складні системи кодування, і малоймовірно, що Едуард Елгар змусив міс Пенні розшифровувати що-небудь складне. У цьому випадку кожен символ шифру може представляти одну літеру алфавіту. Хоча в англійському алфавіті 26 літер, а в шифрі можливі тільки 24 символи, автор міг обійтися без рідковживаних букв, таких як «Z», «X», чи використовувати один символ для деяких літер «I»/«J», «U»/«V». Криптоаналітики зазвичай використовують частотний аналіз для пошуку найбільш повторюваних символів шифру для порівняння з найбільш часто вживаними буквами алфавіту (наприклад, A, E, T). Інші приходили до висновку, що тут взагалі сховані не слова, а мелодія.
Одна зі складностей розшифровки полягає ще й у тому, що, як вважає багато криптоаналітиків, в листі укладені і якісь фрази, можливо, жарти, які були зрозумілі тільки Дорі й Едуарду. Розшифрувати їх практично неможливо. Інші тим часом думають, що шифр не несе математичні аспекти, так як ні міс Пенні, ні Едуард Елгар не були математиками. Таким чином, цей шифр несе більш історичне значення.

У 1970 році британський музикознавець і літературознавець Ерік Семс навів одне з можливих рішень шифру Дорабела . Хоча він і зробив низку обґрунтованих припущень, але його метод розшифровки складний і заплутаний. Його варіант виглядає так:

«STARTS: LARKS! IT'S CHAOTIC, BUT A CLOAK OBSCURES MY NEW LETTERS, A, B [alpha, beta, ie Greek letters or alphabet] BELOW: I OWN THE DARK MAKES E. E. SIGH WHEN YOU ARE TOO LONG GONE.»
Довжина цього тексту 109 символів, виключаючи уточнення про грецькі літери, у той час як довжина оригінального листа 87 символів. Ерік Семс пояснив це тим, що Елгар використовував стенографію.
У 2007 році співтовариство, присвячене Едуарду Елгару, провело конкурс по розшифровці листа, який був присвячений 150-річчю Едуарда Елгара. Було отримано кілька спроб розшифровки листи, але вони не були успішними. Одна або дві статті зробили вражаюче амбітний і уважний аналіз. Ці записи, хоча зіставляли символи Елгара буквам алфавіту, врешті-решт прийшли до довільної послідовності літер. Результатом був набір незв'язних слів і літер.